# Клінт Ловер
Клінт Ловер (англ. Clint Lowery; 15 грудня 1971) — хард-рок гітарист, який раніше працював з групами Still Rain і Sevendust (для якої він також виконував обов'язки бек-вокаліста). Нині Ловер грає в групі Dark New Day і виступав як гітарист у турах Korn до 2007 включно. Клінт Ловер був згаданий у списку подяк Філді на альбомі Korn Untitled. У Клінта два брати, Корі і Дастін, які також грають у різних групах.
За сімейними обставинами, Клінт був змушений покинути Korn на місяць раніше, ніж передбачалося, і на його місце встав Шейн Гібсон. У вересні 2007 Клінт Ловер почав записувати в студії новий альбом Dark New Day.

## Спорядження
Клінт використовує гітари PRS Guitars, акустичні гітари Yamaha і гітарні підсилювачі Hughes & Kettner